# Стефан Зановић
Стефан Зановић (италијански: Stefano Zannowich; 1751 – 1786), познат и као Ханибал, био је српски књижевник и пустолов.

## Биографија
Рођен је у српском племену Паштровићи. Доста је путовао по Европи и одржавао коресподенцију са неколико истакнутих европских ствараоца свог доба.
Павле Ровински је писао о њему. Зановић је диљем Европе правио многобројне послове великог варалице. Две афере са холандском фирмом Шомел и Јордан у Амстердаму су замало изазвале рат између Венеције и Холандије.
Убио се у затвору (по Ровинском 1796. године).

## Дела
Његово најважнији дјело је Турска писма (Lettere turche) први пут објављено у Дрездену 1776. Српска историографија књижевности није заузела став да је у питању роман.
Зановић је стварао под утицајем епохе просвјетитељства.
- La Didone, scena drammatica. Ottava edizione (1772)[4]
- Opere Diverse (1773)
- Pigmalione (1773)[5]
- Riflessioni filosofiche-morali (1773)
- Lettere turche (1776)
- Le Grand Castriotto d' Albanie (Paris 1779)[6]
- La poésie et la philosophie d'un Turc (1779)
- L'Horoscope politique de la Pologne, de la Prusse, de l'Angleterre, etc. (1779)[7]
- L'Anima, poema filosofico (?)
- Epîtres pathétiques addressées à Frédéric-Guillaume, Prince-royal de Prusse (1780)[8]
- Correspondence Littéraire Secrète (1786) [9]
- Histoire de la vie et des aventures de la duchesse de Kingston (1789)[10]